# Клецька битва (1506)
Кле́цька би́тва — битва, що відбулася 6 серпня 1506 року біля Клецька в нинішній Білорусі. У ній армія Великого Князівства Литовського під проводом князя Михайла Глинського розбила кримських татар, на чолі яких стояли двоє синів хана Менглі I Гірея — Фетіх-Гірей і Бурнаш-Гірей. Вважається за одну з найбільш значущих литовських перемог над кримськими татарами.

## Передумови
Під час Московсько-литовської війни 1500—1503 років, кримські татари були союзниками Москви і здійснювали руйнівні набіги на литовські міста Слуцьк, Клецьк і Несвіж, і навіть загрожували столиці Вільно. Тому великий князь Александр Ягеллончик в 1503 році наказав звести навколо Вільна оборонну стіну (завершену в 1522 році). В той же час в литовському сеймі почалися конфлікти між магнатами, з яких переможцем вийшов Михайло Глинський, що став фаворитом великого князя. Під час передачі влади від хворого і паралізованого Олександра його братові Сигізмунду I, кримськотатарська армія вторглася у Велике Князівство Литовське. Литовська армія, що налічувала 7 тисяч чоловік, на чолі з Глинським рушила з Ліди назустріч татарам і зустріла їх коло Клецька. Напад литовців став для кримських татар несподіваним і обернувся для них серйозною поразкою. Литовсько-руське військо звільнило з полону 40 000 ясиру та здобуло 30 000 коней.
О татарех под Слуцком и Минском. Року 1506. Пришол в Русь Магмет Герей солтан, царевичь перекопский, з братом своим з Бати Гереом солтаном и Бурнос солтан зо всЂми силами татарскими. И пришедши к Днепрови на Лоевую гору и там през Днепр переправившися, сам Магмет Герей солтан под[ъ]ишол под замок Минский, а под Слуцко послал двох братов своих, которыи пришли под Слуцко на день Успения Пресвятые Богородицы. А в Слуцком замку заперлася княгиня Анастасия. И спустошили всЂ около Слуцка волости, а до Слуцка мЂста и замку (вЂдаючи, же ся в нем была заперлася княжна) штурмовали, чинячи подметы подкладаючи огонь, але случане боронилися добре и много татар побили з мЂста стрЂляючи. А сам старший царь Магмет Герей солтан стал того ж дня августа 15 под Минском и пустил загоны под Вилню, также до Витебска, Полоцка и Друцка, и на всЂ стороны литовские и руские. А тые два брата его царевичи отступивши от Слуцка пошли до Новгородка, а на той час в Новгородку всЂ панове сеймовали, которые видячи, же зле, выЂхали з Новгородка за Немен, а татаре за ними гонили. Взявши перше Новгородок, запалили его, а перешедши Немен, в Литовской земли великии Э починили шкоды, а з вязнями и здобытками назадь вернулися. А Магмет Герей стоял кошем под Минском и вси волости около Минска побурил, Минско все выпалил, не маючи шкоды в своих людех ни от кого, вернулся назад, людей самых над 100 000 христиан вязнев з Руси и Литвы, кром инших добытков, вывели так, иж на кождого татарина по 25 вязнев доставало, кром побитых. Того ж року вилняне и панове литовские, тым страхом стрвожены, мур около Вилня обвели и замки обмуровали. Того ж року знову 30 000 татар вторгнуло в землю Литовскую, бурили, палили, а, пришедши до Клецка, стали там кошем и роспустили загоны. А литва зобралася 10 000 и ударили на кош, который божиюпомощию взяли и станули в их коши, а приходячих поривцем А татаров з полонами, людми христианскими и быдлом, били и мордовали, и всЂх наголову поразили; а гетманом над литвою тоею на той час был князь Михаил Глинский.

## Вступ
Не зважаючи на те, що Кримське ханство вело переговори з Литвою про союз проти Москви, хан Менглі I Гірей вирішив завдати удару по державам Ягеллонів. На початку 1506 року татари атакували одночасно Польщу і Литву — одна орда вдарила на Малопольщу, а друга — на Білорусь. Того ж самого року стався новий набіг. Наприкінці травня 1506 року вирушила з Криму татарська орда числом в силі 5000 вояків на розвідку, а за нею 30 000 ординців на чолі з синами хана Менглі Гірея Фетіхом і Бурнашем. Орда йшла лівим берегом Дніпра через Чернігів. Після переходу через Сіверську Землю татари дійшли до Лоєва, де переправилися на правобережжя Дніпра, та пішли далі на Брагин і Мозир. З Мозиря орда пішла до Петрикова, де переправилася через Прип'ять, і пішла на Слуцьк. 20 липня, пройшовши впродовж двох місяців 1800 кілометрів, татари дійшли до спаленого за два роки перед тим Клецька, де розбили свій кіш (табір). З коша вислано чамбули, що розсіялися по країні в радіусі 100 кілометрів, у напрямі на Мінськ, Новогрудок, Ліду і Волковиськ.
У той день, коли татари дійшли до Клецька, звістка про їхнє нашестя дійшла до Ліди, де перебував тоді хворий король Александр Ягеллончик, що мав при собі всього лише кінну роту найманців-сербів, відомих як рачі. Король не піддався паніці та видав наказ про посполите рушення, а тоді передав командування гетьманові Станіславу Кішці а також маршалкові Михайлу Глинському, який чудово знав, як воюють татари, і мав чималий військовий талант. Саме він став ініціатором приведення до Литви легкої кінноти сербсько-угорського прикордоння, яка мала досвід боротьби з турками, рачів. Глинський не чекав, поки зберуться всі війська, але відразу вислав на розвідку загін легкої кінноти, який поблизу Ліди натрапив на жменьку татар. Оскільки не всі королівські придворні вірили, що татари забралися так далеко, їм як доказ було представлено схоплених полонених та відрізані голови татар, які привезла назад розвідка.
Виконуючи королівський наказ, литовські воєначальники, які мали усього 7000 вояків (у тому числі 6000 литовського посполитого рушення, відомого як земська служба, а також рачі і одна надвірна корогва польських копійників), вирушили з Ліди 30 липня, і наступного дня дійшли до Новогрудка. Один з висланих раніше роз'їздів привів 3 серпня 6 в'язнів, які дали інформацію про точне розташування коша. Русько-литовське військо рушило в нічний марш, і уранці 4 серпня зупинилося в Осташинi. Його авангард зіткнувся і розбив того дня під Ішкольдю загін в 500 татар, що повертався до Клецька. Залишки розбитого загону, яким вдалося втекти, попередили основний татарський кіш.
Під час дальшого маршу Кішка захворів, тому на ніч Глинський зупинив свої війська у Нелепові, за 85 кілометрів від Новогрудка і 20 кілометрів від Клецька. Тут гетьман відчув себе ще гірше, так що литовсько-руська шляхта вирішила, що все командування має взяти Михайло Глинський.

## Битва
Татари знали, що наближається небезпека, але оскільки кіш був обтяжений здобиччю, вирішили дати бій. В коші знаходилася тільки половина всіх сил, тому татари чекали, коли прибудуть інші загони татар. Кіш займав зручну оборонну позицію, тому що із заходу його захищала болотиста долина річки Лань, а з півночі і сходу знаходилися болота.
Глинський, щоб закрити татарам шлях до втечі, перемінив напрям маршу і пройшов лісовими та польовими стежками з новогродського тракту на прямий шлях між Пинськом і Клецьком, і таким чином підійшов до Клецька з південного заходу. Литовський воєначальник хотів відрізати татарам шлях до відступу, обійти їх і знищити. Хоч перехід військ Глинського не був помічений татарами, але виявилося, що очікуючи атаки ворог у повній мірі підготувався до бою.
Спочатку протягом 3 годин обидва війська перестрілювалися через річку, татарські луки завдавали великої шкоди литовському війську, витягнутому в лінію. Тим часом Глинський під прикриттям вогню з рушниць і двох гармат підготував під безперервним обстрілом татар дві переправи для двох ударних груп. Після наведення мостів із зрубаних дерев обидві групи були вишикувані в бойові колони. Для прикриття від загонів татар, що поверталися до коша, литовський воєначальник облишив в резерві польську корогву в 400 бійців.
Близько 15 години Глинський кинув своє військо в атаку, прагнучи зв'язати татар лівою групою, щоб права група могла утяти їм шлях до відступу та оточити ворога. Проте права група першою переправилася через річку і тому атакувала першою, роблячи неможливим план флангового охоплення татар. У цій ситуації саме на неї вдарили головні сили татарської орди. Права група завзято боронилася, проте мало-помалу татари її відтісняли до річки. Глинський переправився через Лань з другою групою, розсіяв слабкий татарський заслон, і вдарив на татар із флангу, розірвавши їхнє шикування навпіл. Атака другої групи стала вирішальною. Оскільки шлях до відступу весь час був вільним, татари кинулися навтіки, але під час переслідування частина їх потонула в ближній річці Цепрі. Глинському вдалося оточити й знищити тільки частину татарської орди. Після зайняття коша було звільнено весь ясир. Крім того, в руки переможців дісталася інша здобич, така як худоба, коні, а також різні коштовності.
Втрати татар невідомі, відомо тільки, що були вони великі і що найбільше їх загинуло в проміжку між річками Цепрою й Ланню. Також під час боїв між Ланню і Цепрою узято найбільшу кількість татарських бранців. Пізніше цими бранцями заселили багато поселень, знищених раніше татарами.
Глинський послав кілька корогв навздогін за татарами що тікали, а сам став на місці коша і впродовж трьох днів розбив інші загони татар, які поверталися до нього.
Земська служба, яка входила у праву колону, своєю запальністю перекреслила план Глинського і не дала можливості одержати повну перемогу. Литовсько-руський полководець зумів блискавично перемінити тактику і переграти супротивника, але оточення всіх татарських сил стало неможливе. Татарські втрати зросли під час переслідування, до якого долучилося місцеве населення, що наполегливо вистежувало татар серед лісів і боліт. Татарські чамбули переслідували на південь аж до Житомира.

## Наслідки
Невдовзі по битві під Клецьком стосунки між польсько-литовською державою і Кримським Ханством значно поліпшилися. Сигізмунд I Старий погодився платити ханові щорічні «подарунки», які в Криму вважали за данину, натомість хан Менглі I Гірей в своєму ярлику підтвердив ярлики попередніх ханів, визнаючи за Великим Князівством Литовським право на всі руські землі, що належали колись Золотій Орді і здобутих Литвою. Обидві держави уклали в Мельнику союз проти Великого Князівства Московського, яке в травні 1506 року напало на Казанське ханство (Казанське ханство також входило до антимосковської коаліції).